# جون توماس فولكس جونيور
جون توماس فولكس جونيور (بالإنجليزية: John Thomas Fowlkes, Jr.)‏ هو قاضي ومحامي أمريكي، ولد في 20 أبريل 1951 في واشنطن العاصمة في الولايات المتحدة.